# Honda CBX
Die CBX ist ein sportliches Motorrad mit quer eingebautem Sechszylinder-Reihenmotor des japanischen Herstellers Honda.

## Entwicklung
Nach der Präsentation der Benelli 750 Sei im Oktober 1972 (Produktion ab 1974) sah sich Honda gezwungen, ebenfalls ein Modell mit sechs Zylindern anzubieten. Projektleiter Shōichirō Irimajiri, der schon in den 60er Jahren im Alter von 25 einige erfolgreiche Honda-Rennmotorräder, wie z. B. die RC149 mit 125 cm³, die 250er RC166 und die 300er RC174 entworfen hatte, konstruierte mit acht Mitarbeitern einen luftgekühlten Vierventil-DOHC-Reihensechszylinder von 1047 cm³ und 105 PS Leistung.
Der verantwortliche Chef-Designer für die komplette Maschine war Norimoto Otsuka.
Im Sommer 1976 begann die Entwicklung. Im Februar 1978 wurde die CBX auf der italienischen Rennstrecke Autodromo Vallelunga der Öffentlichkeit präsentiert. 
Mit der CBX wollte der Konzern endgültig jene leidige Diskussion beenden, wer denn nun das schnellste Serienmotorrad der Welt im Stall hat. Es war auch eine Imagefrage, Honda war gegenüber den Mitbewerbern ins Hintertreffen geraten.

## Vorstellung

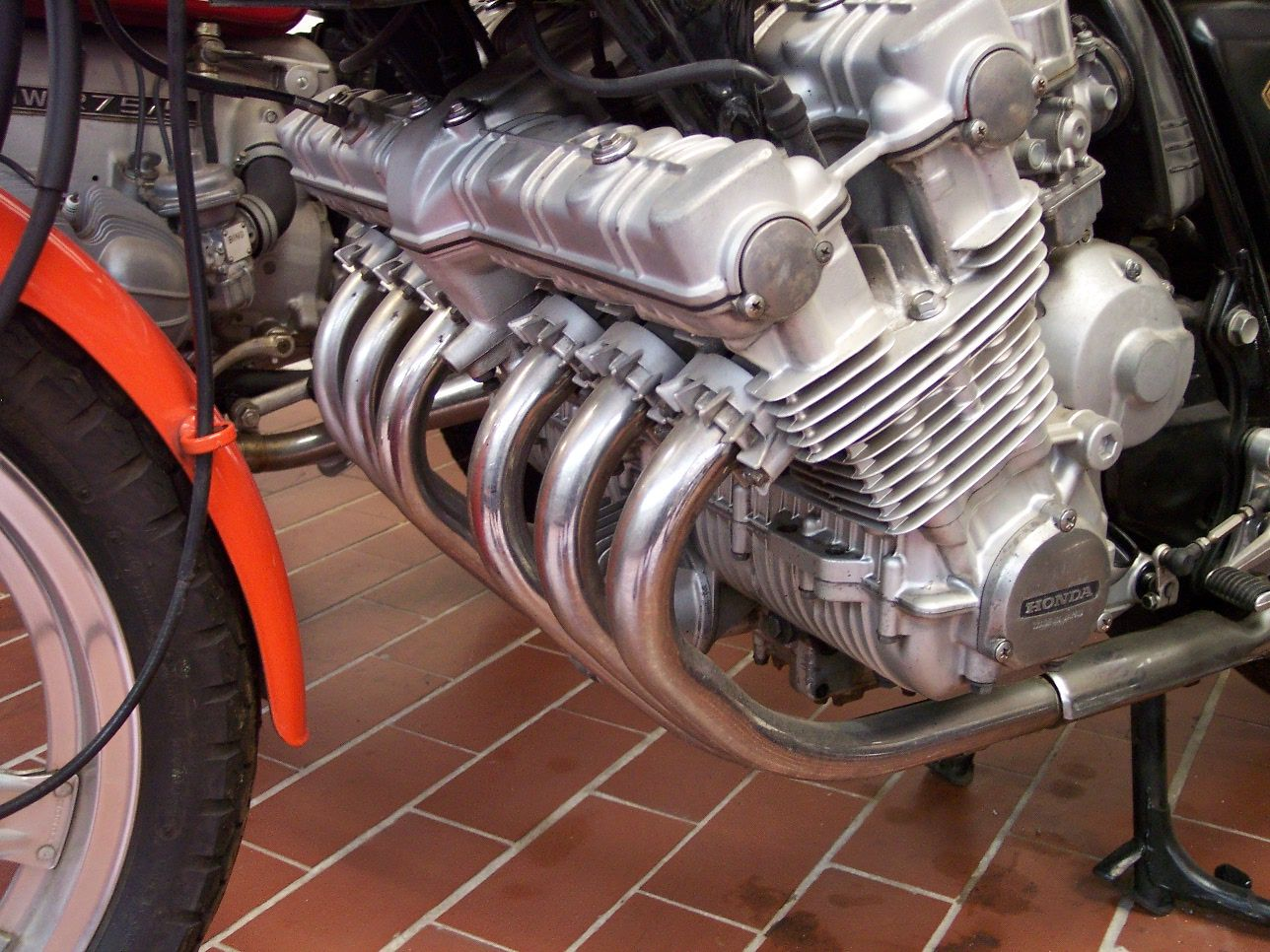
Motor der CBX

Die Maschine kam 1978 auf den Markt und polarisierte die Motorradfahrer. Fahrwerks- und Reifenschwächen sorgten für Kritik. Die Fahrleistungen waren sehr gut (0–100 km/h in ca. 4 Sekunden). Die Vorstellung der CBX wie auch das Erscheinen der noch stärkeren Kawasaki Z1300 führten zur damaligen Entscheidung der Motorradbranche, die Leistung in Deutschland verkaufter Maschinen freiwillig auf 100 PS zu begrenzen.

## Weitere Daten CBX (CBX Pro-Link)
Die Baubreite des Motors betrug 595 mm und war damit nur geringfügig breiter als die von Vierzylindermotoren. Eine doppelte Eaton-Pumpe förderte das Öl durch den Motor und anschließend weiter in einen Ölkühler.
Das Leistungsgewicht betrug 2,6 kg/PS / (3 kg/PS) bei einem Gesamtgewicht von 272 kg (599 lb. av.).
Die Höchstgeschwindigkeit lag laut Prospekt bei 220 km/h; im Test wurden 207 km/h gemessen. Die Beschleunigung von 0 – 100 km/h dauert ca. 4 Sekunden. Standgeräusch: 80 dB (A) / (90 dB (A)) Fahrgeräusch 82 dB (A) / (86 dB (A))
- Farben: Candy Rot, Metallic Silber, in USA 1980: schwarz
- Farben Pro-Link: Silbergrau oder Weiß
- Preis 1978: 10.160 DM / (Pro-Link: 1982 11.998 DM / 1983 10.998 DM)

Die Maschine kostete 1979 inklusive 11 % Umsatzsteuer in Deutschland 10.963 DM, was heute ca. 15.200 Euro entspricht.

## Modellgeschichte
Die erste CBX von 1978/1979 wurde 1980 durch das Nachfolgemodell, mit anderer Vergaserabstimmung mit 98 PS und kleinerer Modellpflege und 1981 durch die sogenannte Prolink abgelöst. Mit der CBX Pro-Link begegnete Honda der Kritik an den Fahrwerkschwächen der CBX. Die CBX Pro-Link gab es ebenfalls in zwei leicht verschiedenen Versionen (CBX „B“) und 1982 (CBX „C“). Das hintere Zentralfederbein ist fünffach verstellbar und luftunterstützt. Sie unterstrich mit ihrer Verkleidung den Tourenmotorradcharakter. Letztlich wurde die CBX kein Erfolg, da auch Vierzylinder-Motorräder ab Mitte der 80er Jahre bald eine entsprechende Leistung zeigten, sie jedoch günstiger waren in Unterhalt und Anschaffung. Die Pro-Link-Version mit Tourenverkleidung kostete 14.165 DM.
Die Wartungskosten für den Motor mit 24 Ventilen sind sehr hoch, ebenso der Benzinverbrauch. Beim ersten Test der Zeitschrift Motorrad wurde ein Testverbrauch von 12,3 L/100 km ermittelt, bei moderater Landstraßenfahrt 9,2 L/100 km. Insgesamt wurden ca. 36.000 CBX produziert, davon kamen etwa 6.000 nach Deutschland. Die Pro-Link kam dabei nur auf 400 Einheiten. Neben der Produktion in Japan begann auch eine Montage in Marysville (Ohio)/USA, wo im November 1979 93 und im Dezember 190 Maschinen gebaut wurden. In Deutschland waren beim Kraftfahrt-Bundesamt Anfang Januar 2008 einschließlich der vorübergehend stillgelegten Fahrzeuge noch 1993 Maschinen beim Kraftfahrtbundesamt registriert.

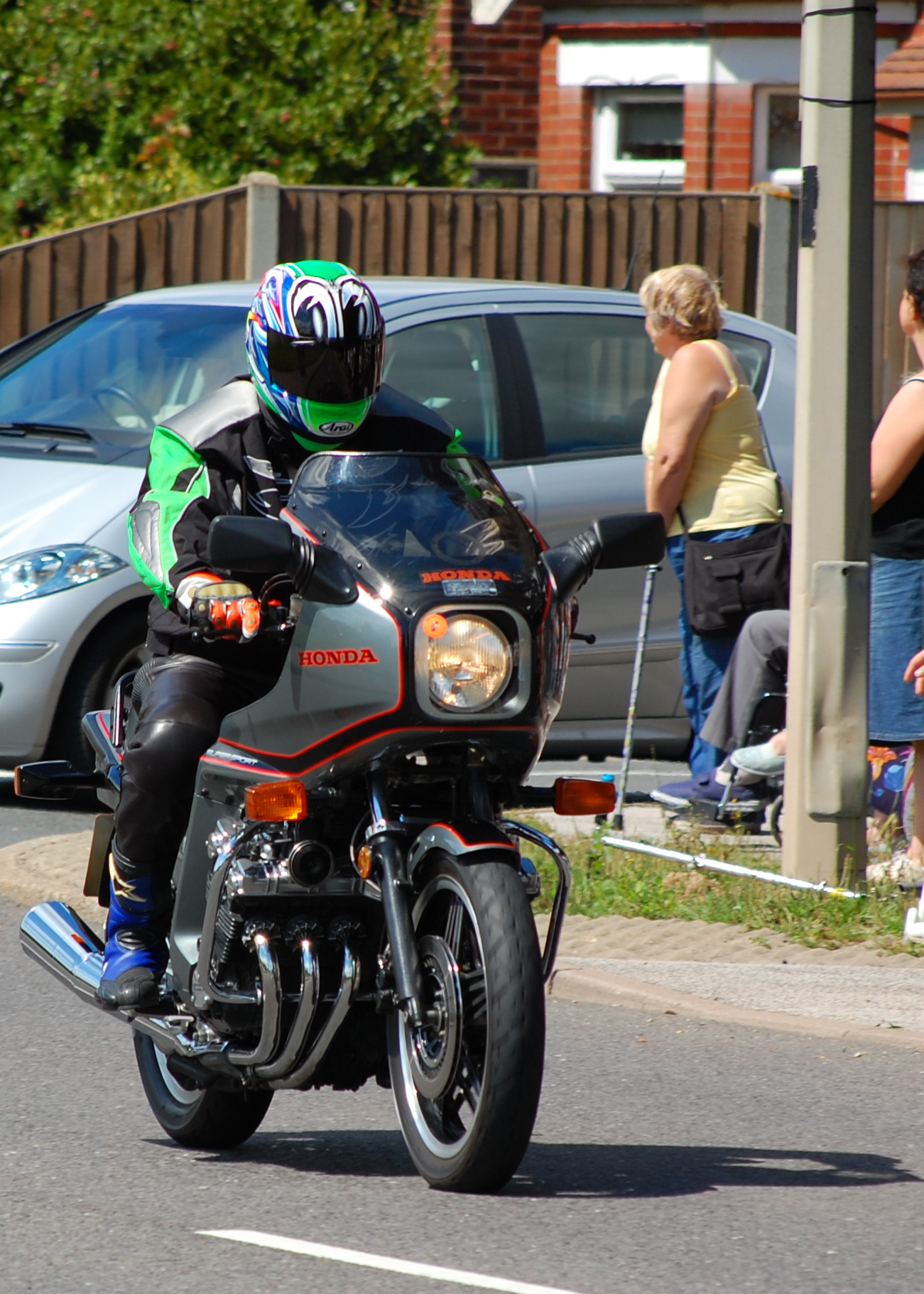
Honda CBX Pro-Link

## Bewertung durch die Fachpresse
Zeitschrift Das Motorrad 1978 Heft 11:
Von einer Schräglage in die andere läßt sich die CBX nicht so schnell bringen. Hier machen sie die Baubreite und die außenliegenden Massen bemerkbar. Sie sorgen für ein hohes Trägheitsmoment.
Zeitschrift Das Motorrad 1981 Heft 22:
...die Ekstase von 1978, als Sechszylinder die Schau für sich reklamierten, verebbte schnell. Erstmals machten die Käufer den vorgedachten Trend nicht mehr bedingungslos mit. Die Sechser erwiesen sich nicht als neuer dauerhafter Höhepunkt, sie waren bereits überzogen.
Zeitschrift Auto Motor und Sport/Motorklassik
Und erst dieser Motor. Nimmt jederzeit Gas an, ohne sich zu verschlucken, zieht sofort an, auch wenn die Nadel im Drehzahlmesser gerade erst aus ihrer Lethargie erwacht. Das ehrfürchtige Gefühl von früher weicht Gelassenheit. Die Angst, mit dem mächtigen Triebwerk zwischen den Autos hängenzubleiben, entpuppt sich ebenfalls als vollkommen unbegründet: Der Motor der Honda CBX schwellt nur optisch seine Brust. Nicht einmal 60 Zentimeter misst der Sechszylinder von links nach rechts - jeder zeitgenössische BMW-Boxer ist gut 15 Zentimeter breiter.
Online 3. August 2011

## Weitere CBX-Modelle
Auch andere Motorräder von Honda trugen das Kürzel CBX im Namen.

## Umbauten
Einige Motorrad-Edelschmieden verwendeten den Motor, wie z. B. Fritz Egli für die Red Baron, und Motorrad spaett München für die Target-EGLI Magnum oder auch EGLI-CBX. 